# Shifty Shellshock
Shifty Shellshock, pseudonimo di Seth Brooks Binzer (Los Angeles, 23 agosto 1974 – Los Angeles, 24 giugno 2024), è stato un cantante e rapper statunitense.

## Biografia
Seth Brooks Binzer nacque il 23 agosto 1974 a Los Angeles, figlio del videomaker Rollin Binzer, regista del documentario Ladies and Gentlemen: The Rolling Stones.

### Carriera musicale

#### Crazy Town
Nel 1992 Binzer conobbe il collega Epic Mazur, con cui fondò tre anni dopo il gruppo The Brimstone Sluggers, diventato nel 1999 Crazy Town. Nel 2000 il gruppo prese parte ad un'esibizione all'Ozzfest, abbandonata però dopo due settimane, a causa di un episodio di violenza attribuito al cantante.
Il primo importante singolo dei Crazy Town fu Butterfly, che nel 2001 raggiunse negli Stati Uniti il primo posto della classifica Billboard Hot 100, ed ebbe grande seguito anche all'estero, soprattutto in Austria, Danimarca e Norvegia. Il successo del brano permise al loro primo album in studio The Gift of Game di vendere in patria più di un milione e mezzo di copie.
Nel 2002 i Crazy Town pubblicarono il secondo lavoro Darkhorse, che però ebbe scarsa fortuna commerciale, costringendo il gruppo a sciogliersi subito dopo la pubblicazione.
Nel 2007 il gruppo annunciò di essersi riformato, e due anni dopo si esibì nuovamente dal vivo. Nel 2015 i Crazy Town pubblicarono il terzo album in studio The Brimstone Sluggers.

#### Carriera solista
Durante il silenzio del suo gruppo originale, Binzer collaborò col produttore discografico britannico Paul Oakenfold, inserendo proprie parti vocali nel singolo Starry Eyed Surprise, dall'album Bunkka. In un'intervista concessa a Rolling Stone, Binzer dichiarò di aver creato il brano Starry Eyed Surprise dopo aver incontrato il produttore durante un'esibizione dei Crazy Town. Il brano raggiunse la posizione numero 41 della classifica Billboard Hot 100, e la sesta nella UK Singles Chart del Regno Unito, paese d'origine di Oakenfold.
Nel 2004 Shifty pubblicò un album solista intitolato Happy Love Sick, da cui furono estratti come singoli Slide Along Side e Turning Me On. Nel 2009 fondò l'etichetta discografica Platinum Status Records.

#### Shifty and the Big Shots
Nel 2010 Binzer fondò il proprio gruppo Shifty and The Big Shots, con cui pubblicò i singoli Save Me e City of Angels.

### Altre attività
Shifty apparve anche nei film Hustle & Flow - Il colore della musica (2005) e Ma chi me l'ha fatto fare! (1994).
Ebbe problemi di tossicodipendenza e partecipò al reality show Celebrity Rehab (prima e seconda stagione, 2008).

### Decesso
Fu ritrovato morto nella sua casa a Los Angeles il 24 giugno 2024 a causa di un'overdose di stupefacenti.

## Vita privata
Binzer ebbe due figli: Halo, nato dal matrimonio con Melissa Clark (sposata nel 2002 e da cui divorziò nel 2011) e Gage, nato dalla relazione con Tracy Shellor.

## Discografia

### Da solista
Album in studio
- 2004 - Happy Love Sick

Singoli
- 2004 - Slide Along Side
- 2004 - Turning Me On